# Zhao Youqin
Zhao Youqin (21 juillet 1271 dans la région de Jiangxi, actuellement en Chine - 1335 est un  astronome, mathématicien et penseur taoïste chinois réputé pour son approximation de π, ses expériences sur la Chambre noire, la construction d'instrument pour l'astronomie et des découvertes dans cette dernière.

## Biographie

### Mathématiques
Zhao Youqin travaille sur l'approximation de π. Son objectif était de montrer que le résultat de Zu Chongzhi (355/113), un mathématicien chinois du IVe siècle, est proche de la valeur de π. Il parvient à ses fin.

### Astronomie
Youqin mesure la distance qui sépare la terre et le soleil, la terre et la lune. Il publie un traité d'astronomie : Ge Xiang Xin Shu (革象新书).